# Maria Fein
Pour les articles homonymes, voir Fein.
Maria Fein, née le 7 avril 1892 à Vienne et morte le 15 septembre 1965 à Zurich, est une actrice et metteuse en scène autrichienne.

## Biographie
Elle suit des études à Vienne avant de partir pour Dresde où le directeur de théâtre Walter Bruno Iltz (de) lui confie quelques rôles significatifs. Elle part ensuite pour Berlin et Düsseldorf, et fait ses débuts au cinéma en 1916.
À Berlin, sous la direction de Max Reinhardt, elle joue tant dans des pièces d'auteurs contemporains que dans le répertoire traditionnel. Avec Max Reinhardt, elle dirige le Theater in der Josefstadt à Vienne, à partir de 1936. Elle possède aussi sa propre troupe de théâtre avec laquelle elle part en tournée en Europe et aux USA. On lui doit entre autres les mises en scène de La Machine infernale de Cocteau au festival de Lucerne, et d'Électre de Jean Giraudoux.
L'annexion de l'Autriche par l'Allemagne la contraint à fuir vers les Pays-Bas en 1938, puis - à la suite de l'invasion allemande des Pays-Bas - vers la Suisse en 1941 ou elle trouvera définitivement refuge.
Maria Fein a été mariée à l'acteur Theodor Becker et a eu avec lui deux filles : Thea Becker et Maria Becker.

## Filmographie
- 1916 : Der Mann im Spiegel
- 1916 : Das Leben ein Traum
- 1917 : Mutter
- 1917 : Nur ein Modell. Seine kleine Madonna
- 1917 : Die Kaukasierin
- 1917 : Die Gräfin von Navarra'
- 1918 : Apokalypse
- 1918 : Das Gift der Medici
- 1918 : Der Wahn ist kurz
- 1918 : Die Vision
- 1918 : Edelwild
- 1918 : Die Verteidigerin
- 1918 : Liebesopfer
- 1918 : Raimundus und das Hexlein
- 1919 : Sühne
- 1919 : Nicht eher sollst Du Liebe fühlen, als…
- 1919 : Maria Pawlowna
- 1919 : Die Feste des Fürsten von Ferrara
- 1919 : Der Ehestifter
- 1920 : Weiße Rosen
- 1921 : Die Verschwörung zu Genua
- 1924 : Der kleine Herzog
- 1925 : Das Spielzeug von Paris
- 1927 : Die Vorbestraften
- 1932 : Friederike